# 야로슬라프 1세 무드리
야로슬라프 1세(러시아어: Ярослав Владимирович 야로슬라프 블라디미로비치[*], 우크라이나어: Ярослав Володимирович 야로슬라우 볼로디미로비치[*], 교회 슬라브어: Ꙗросла́въ Володи́мировичъ, 978년경 ~ 1054년 2월 20일)는 키예프 루스의 대공(재위: 1019년 ~ 1054년)이다. 현공(러시아어: Мудрый 무드리[*], 우크라이나어: Мудрий 무드리[*], 교회 슬라브어: Мѫдрꙑи)이라는 별칭으로 부르기도 한다. 키예프 루스의 대공에 즉위하기 이전에는 로스토프 공작, 노브고로드 공작(1010년 ~ 1019년)을 역임했다. 세례명은 게오르기(유리)이다.

## 생애
블라디미르 1세 대공의 아들로 태어났다. 1015년 아버지인 블라디미르 1세가 사망하던 당시에는 부섭정으로 있었다. 한편 야로슬라프의 형인 스뱌토폴크 1세는 키예프 루스의 대공에 즉위한 뒤부터 자신의 형제들 가운데 3명을 살해하는 한편 자신의 지배력을 확장해 나갔다. 1019년 야로슬라프는 노브고로드인, 바랑기아인 용병들과 함께 스뱌토폴크 1세와의 전투에서 승리하면서 키예프 루스의 대공에 즉위했다.
키예프 루스의 대공을 역임하던 동안에는 키예프 루스의 문화적, 군사적 수준을 향상시켰다. 특히 동슬라브 지역에서 가장 오래된 법전으로 여기는 《루스카야 프라우다》를 편찬했는데 이 법전은 오랫동안 전해오던 동슬라브족의 관습법을 성문화한 법전이다. 또한 키예프에 스뱌토고소피아 대성당을 건립했다.
1030년에는 발트해의 이민족을 정복하고 유리예프(현재의 에스토니아 타르투)를 세우는 한편 폴란드가 차지하고 있던 갈리치아를 탈환했다. 1036년에는 키예프 루스를 위협하고 있던 페체네그인을 정벌했다. 1043년에는 동로마 제국 원정에 나섰지만 실패하고 만다.
1019년에는 스웨덴의 국왕인 올로프 솃코눙의 딸인 잉에예르드 올로프스도테르(Ingegerd Olofsdotter)와 결혼했다. 또한 그의 왕녀들도 외국 국왕과 결혼했는데 옐리자베타는 노르웨이의 국왕인 하랄 3세, 아나스타시야는 헝가리의 국왕인 언드라시 1세, 안나는 프랑스 카페 왕조의 왕인 앙리 1세와 결혼했다.

## 사진

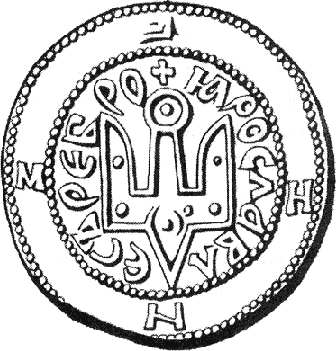
야로슬라프 1세 시대에 사용된 동전
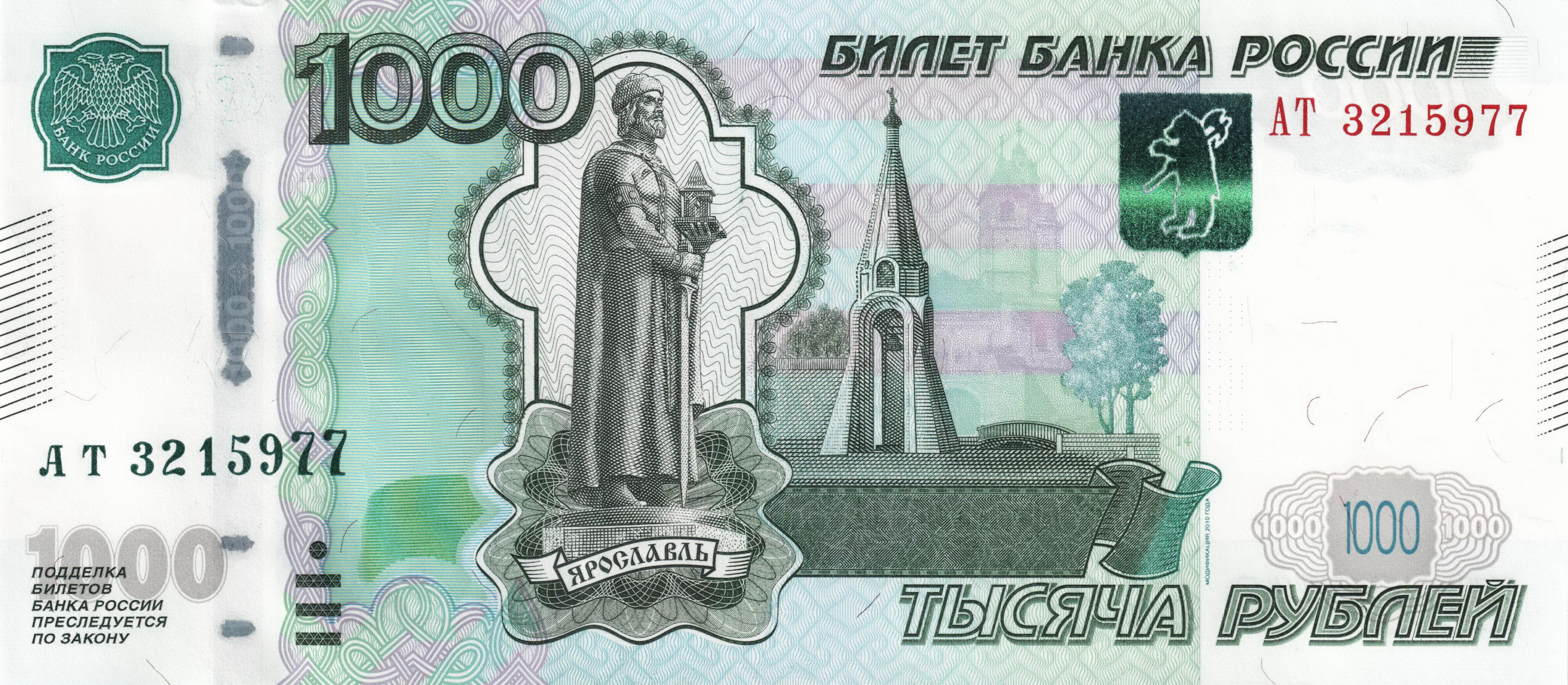
러시아 1000 루블 지폐에 그려진 야로슬라블의 야로슬라프 1세 조각상
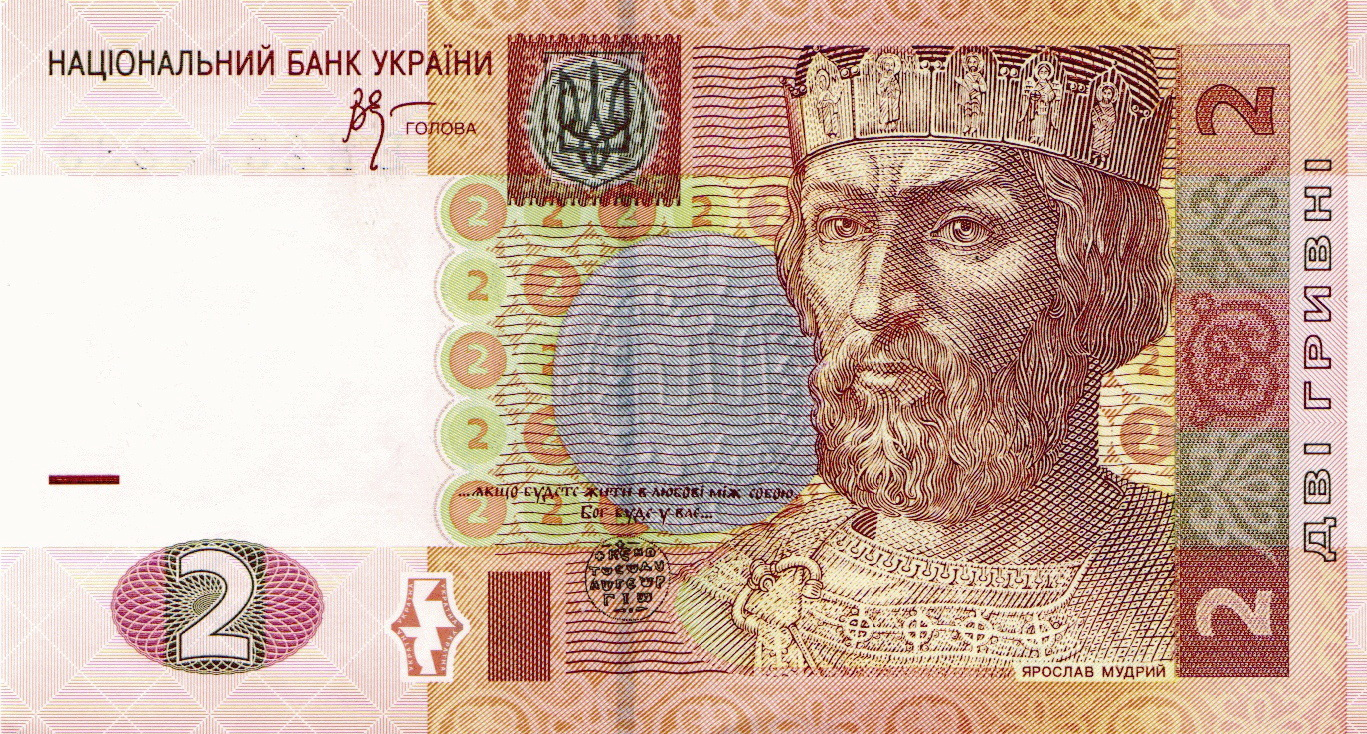
우크라이나 2 흐리우냐 지폐에 그려진 야로슬라프 1세의 초상화

| 전임 스뱌토폴크 1세 | 키예프 대공 1019년 ~ 1054년 | 후임 이자슬라프 1세 |